# پلس ده ترو

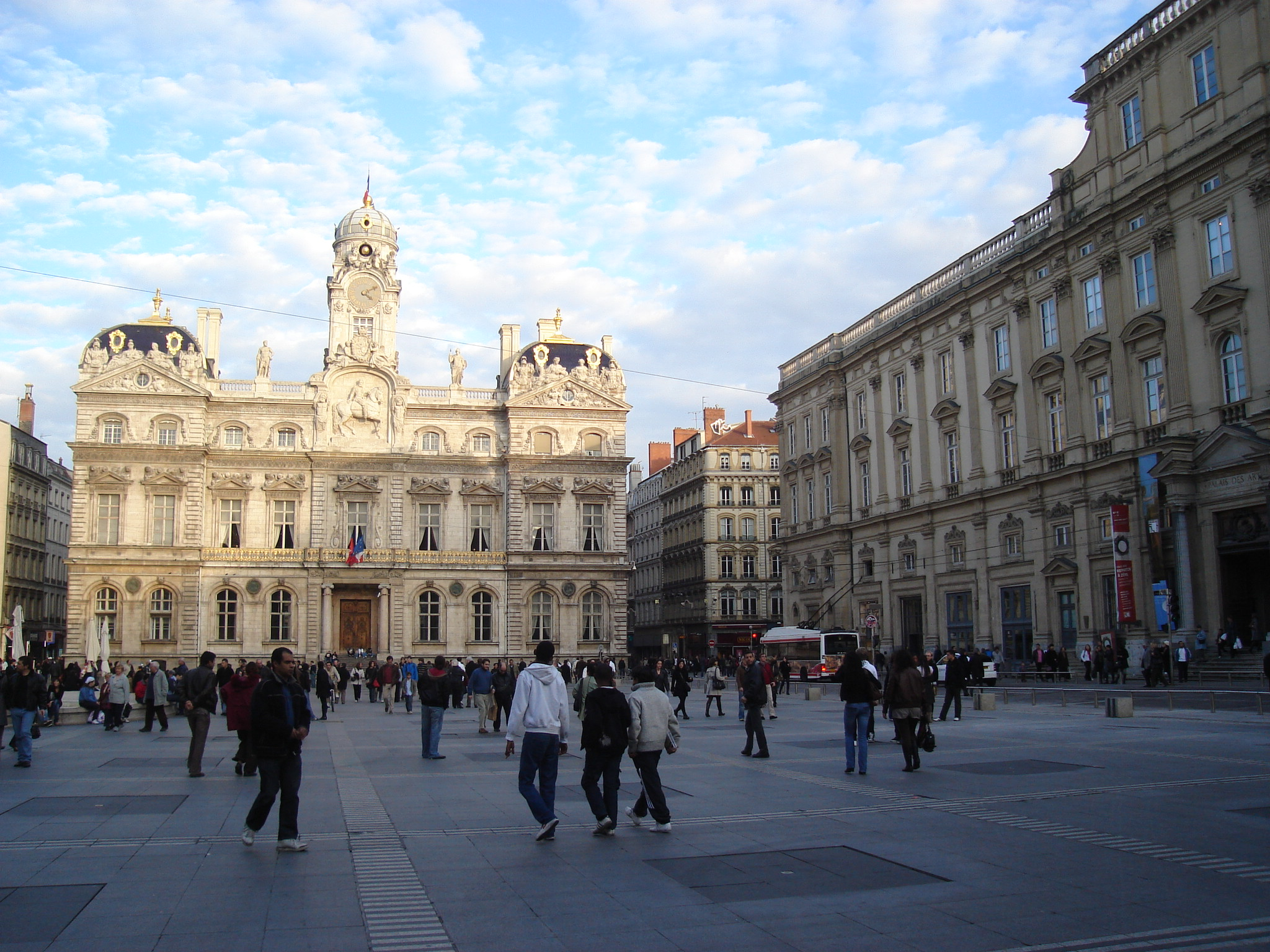
تالار شهر لیون و موزه هنرهای زیبای لیون در میدان پلس ده ترو پس از بازسازی میدان در دهه ۱۹۹۰

پلس ده ترو (فرانسوی: Place des Terreaux‎) یک میدان در مرکز شهر لیون، فرانسه است که مابین رودهای رون و سون قرار دارد. این میدان به‌عنوان بخشی از منطقه تاریخی لیون در فهرست جهانی یونسکو ثبت شده‌است. از بناهای مهم میدان پلس ده ترو می‌توان به موزه هنرهای زیبای لیون و تالار شهر لیون اشاره کرد.

## نگارخانه

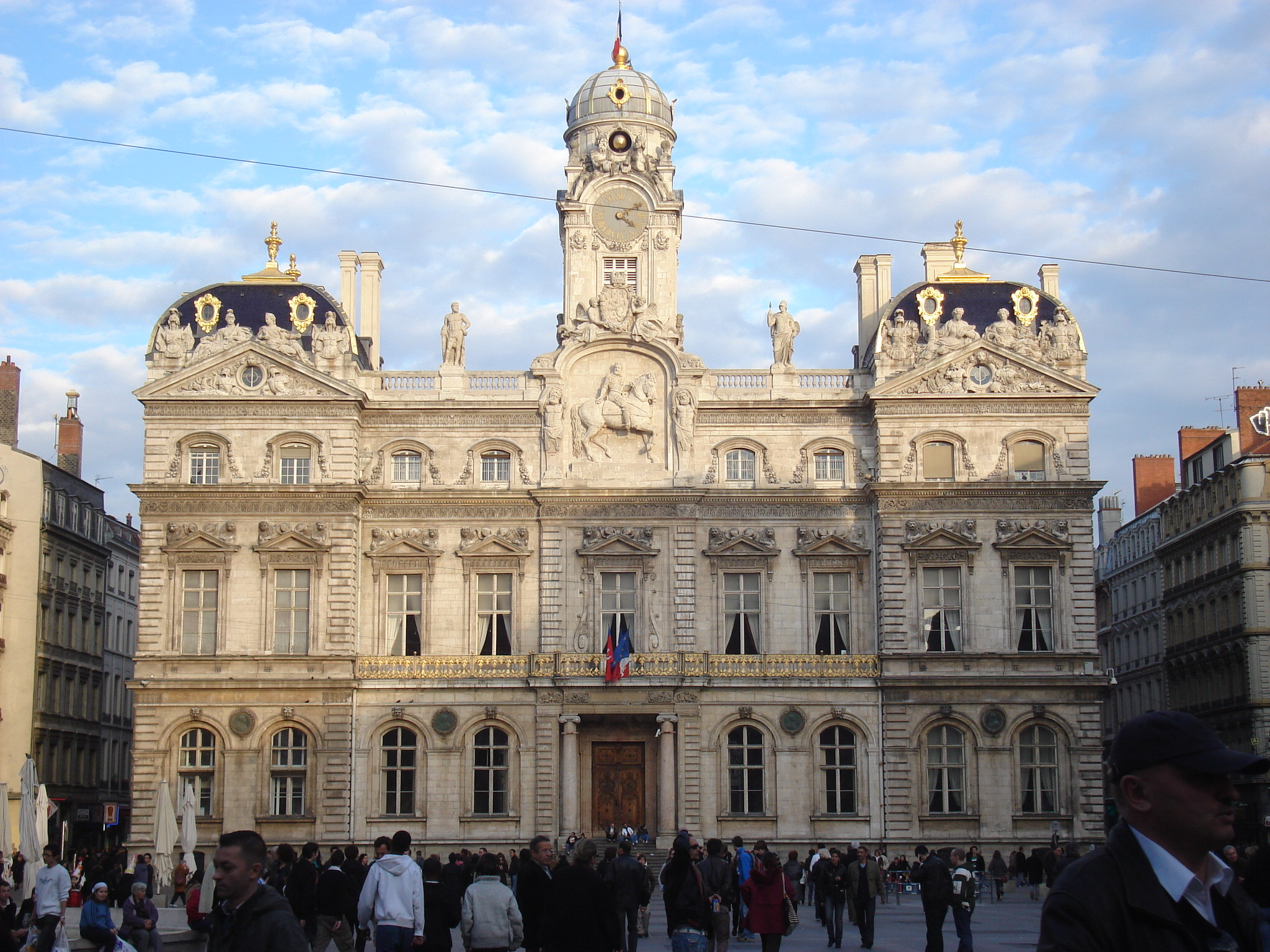
تالار شهر لیون
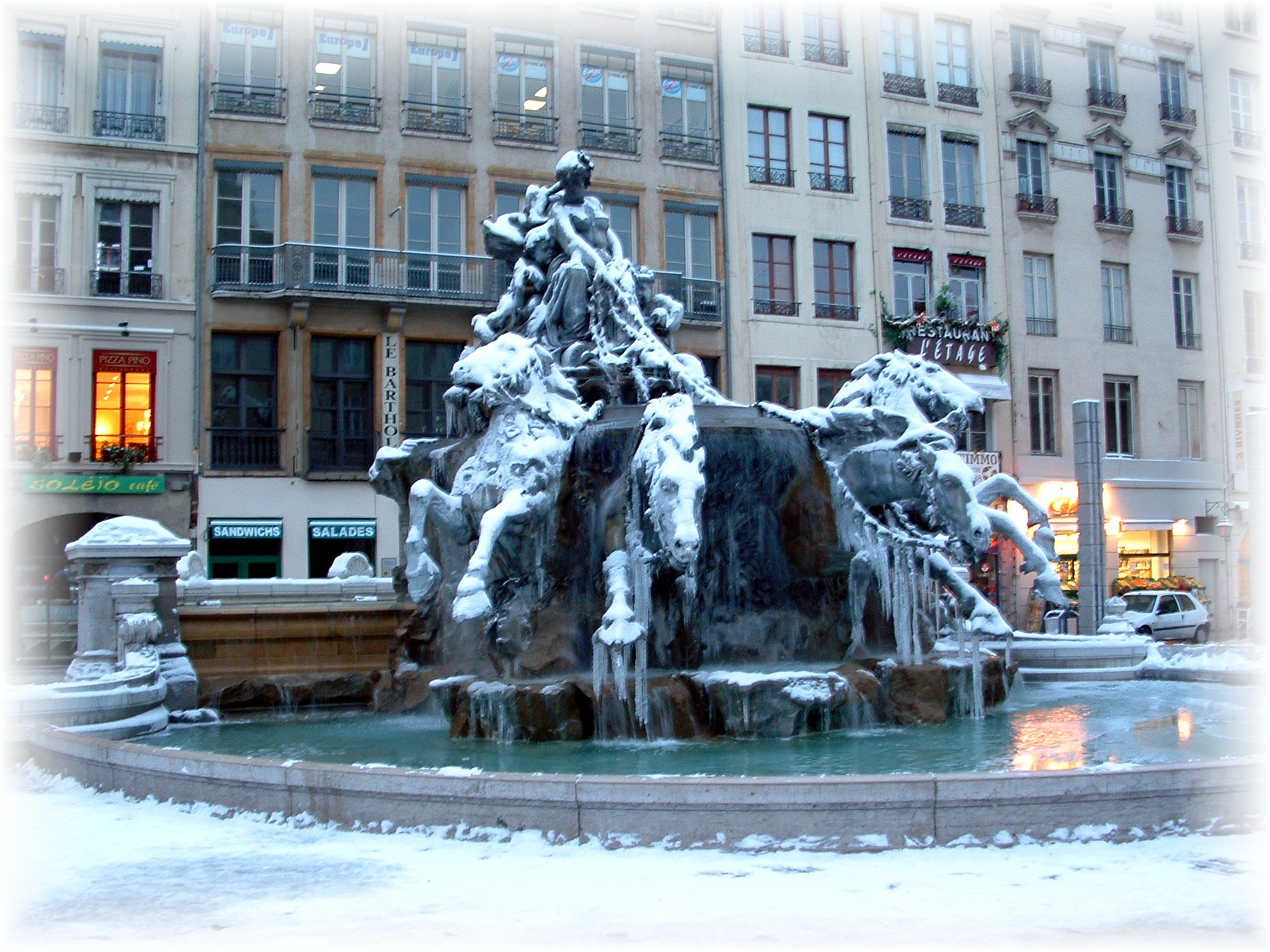
The Fontaine Bartholdi under the snow
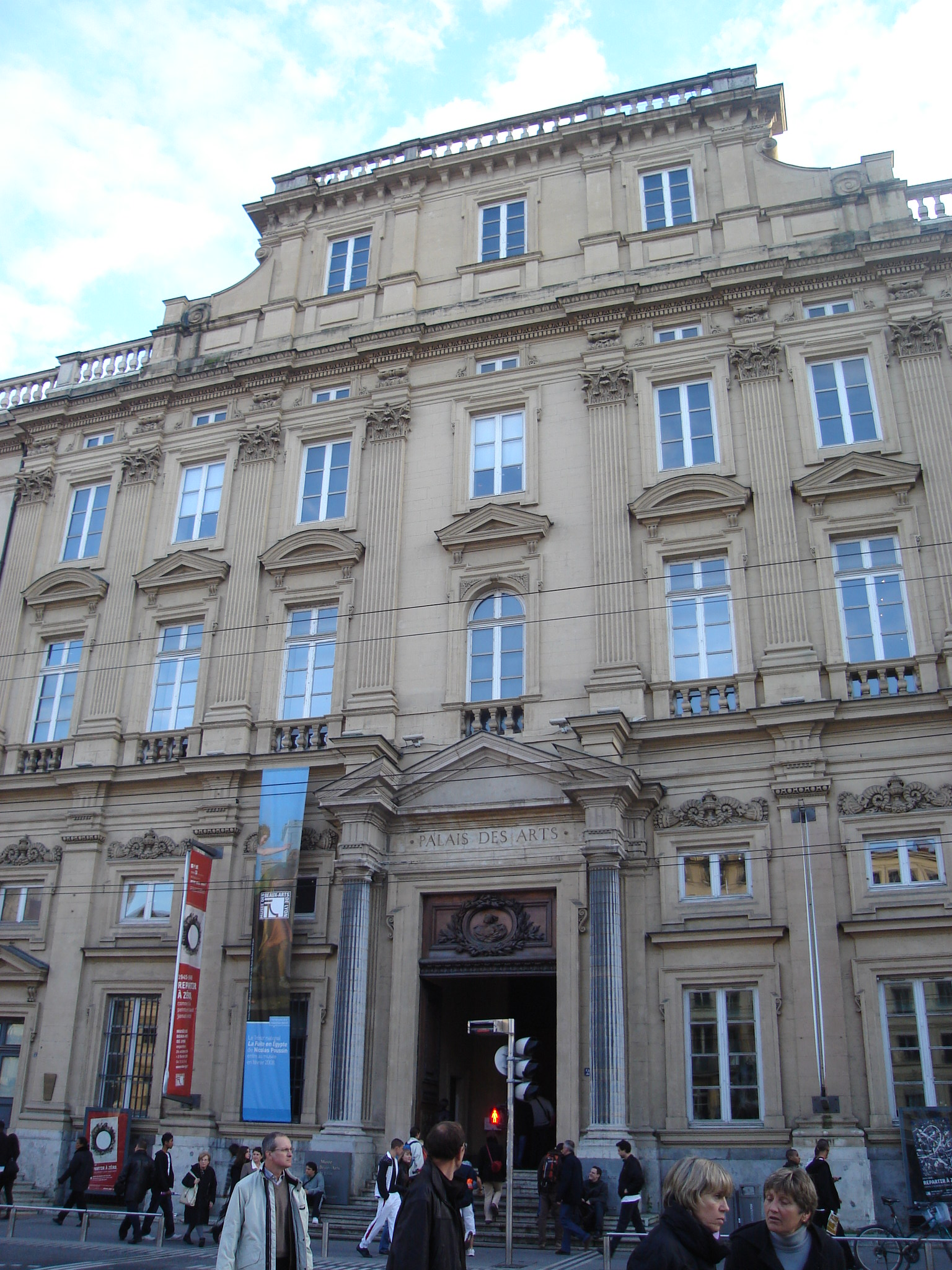
ورودی موزه هنرهای زیبای لیون
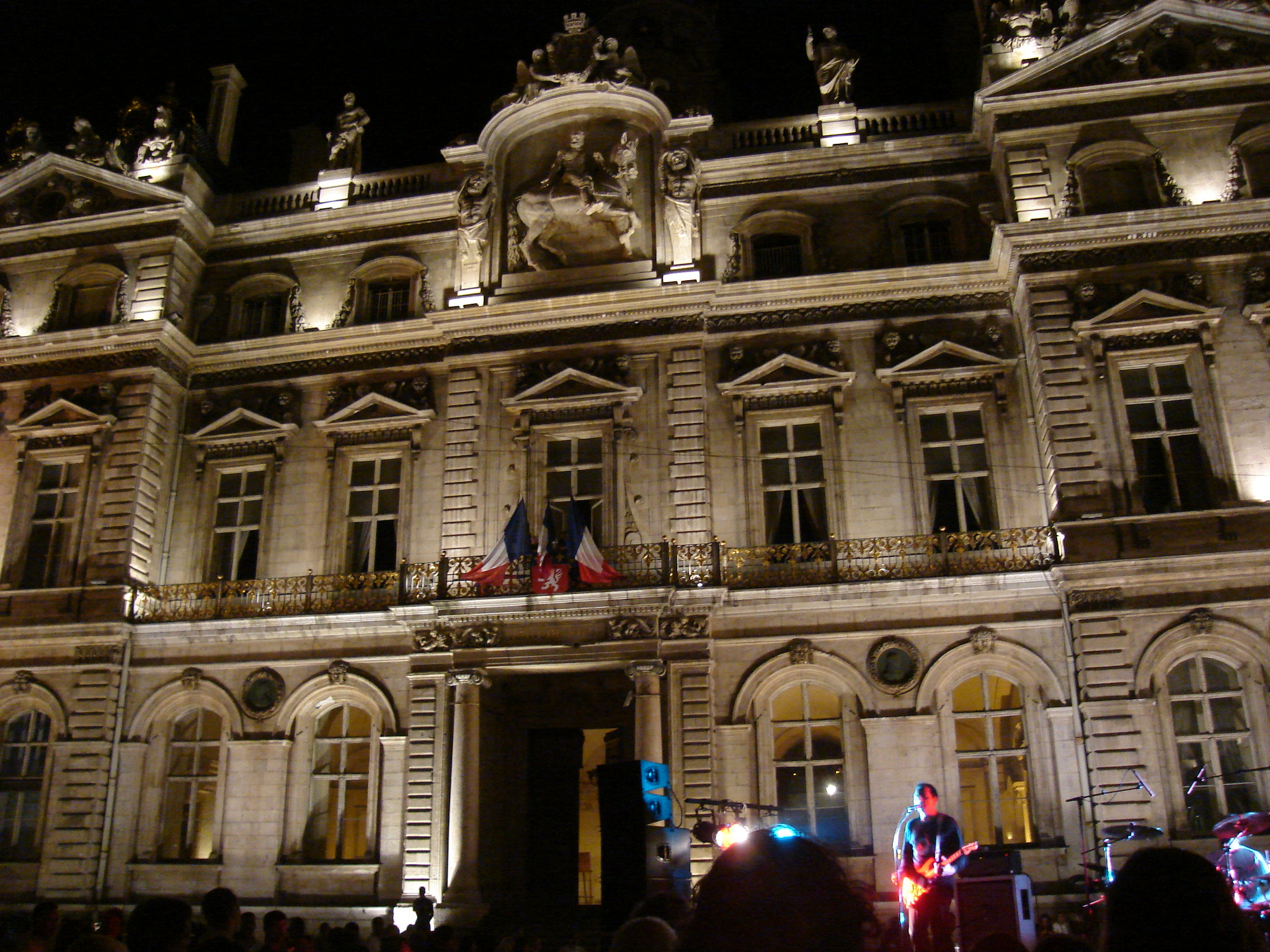
The city hall of Lyon illuminated